# Lech Wolski

Kwitnące drzewo

Lech Wolski (ur. 9 kwietnia 1948 w Kursku koło Międzyrzecza) – artysta malarz, pedagog, nauczyciel akademicki. 
Studiował malarstwo i pedagogikę artystyczną na Wydziale Sztuk Pięknych Uniwersytetu Mikołaja Kopernika w Toruniu. Dyplom z malarstwa uzyskał w pracowni profesora Mieczysława Wiśniewskiego w 1974. Jest profesorem w Zakładzie Malarstwa i dyrektorem Instytutu Artystycznego w macierzystej uczelni. W swojej artystycznej drodze, od 1977 roku, zorganizował ok. 50 wystaw indywidualnych. Swoją twórczość pokazywał na 125 wystawach zbiorowych z tego 12 wystawach sztuki polskiej za granicą. Brał udział w 12 ogólnopolskich i międzynarodowych plenerach.
Prowadzi pracownię malarstwa na UMK. W roku 2008 Wydawnictwo Naukowe UMK wydało album poświęcony jego twórczości.
Jego malarstwo przechodzi ciągłą ewolucję, można je określić jako metaforyczne i umieścić w kręgu abstrakcji.